# 斯蒂维纽斯环形山
斯蒂维纽环形山（Stevinus）是位于月球正面南半部的一座大型撞击坑，约形成于距今11亿年前的哥白尼纪，其名称取自十六世纪佛兰芒数学家暨物理学家、军队工程师西蒙·斯泰芬(1548年-1620年)，1935年被国际天文学联合会批准接受。

## 描述

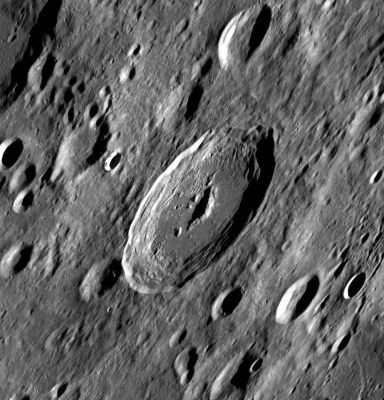
斯蒂维纽斯环形山，月球勘测轨道飞行器拍摄。

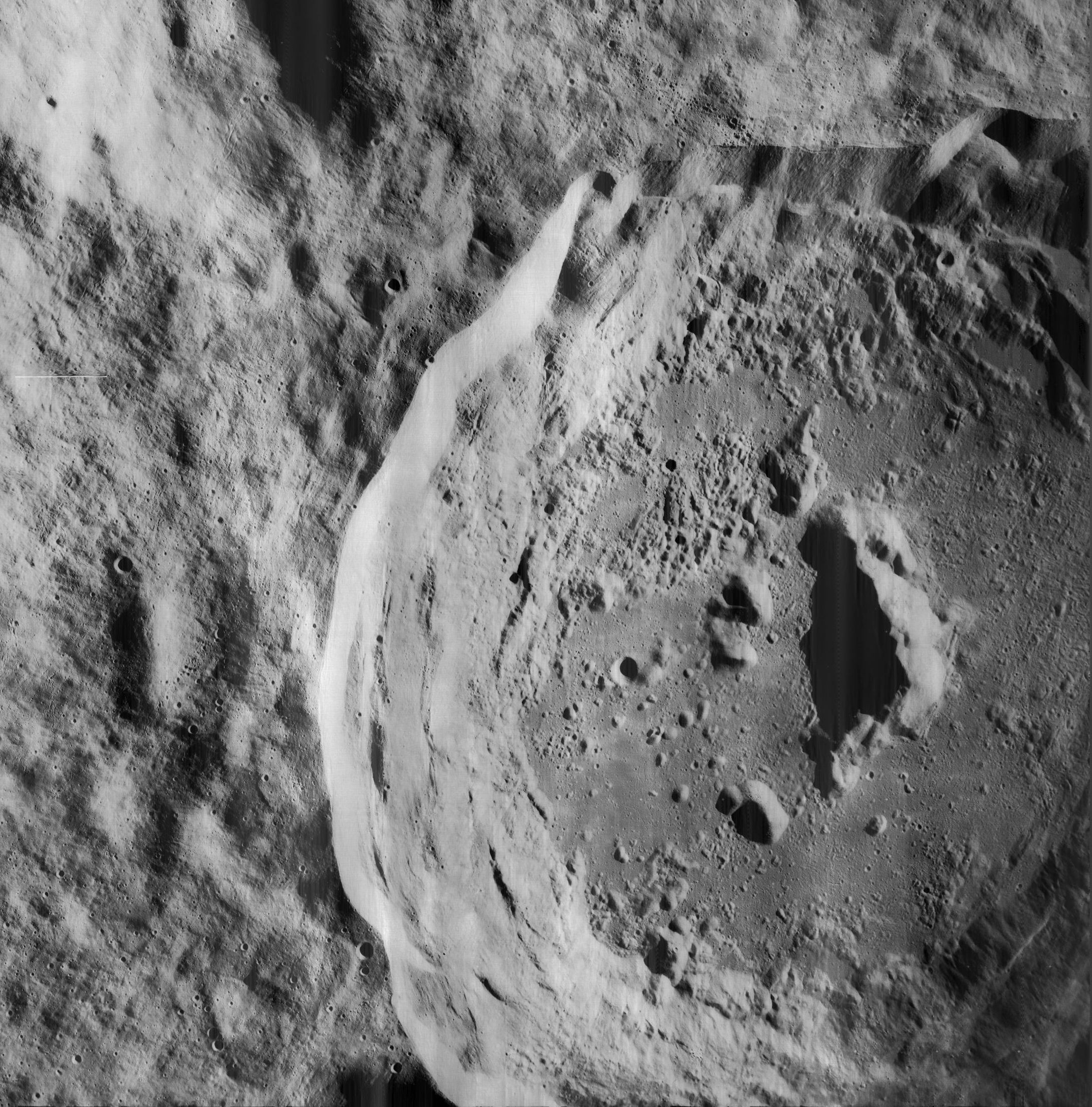
月球轨道器5号拍摄的图像

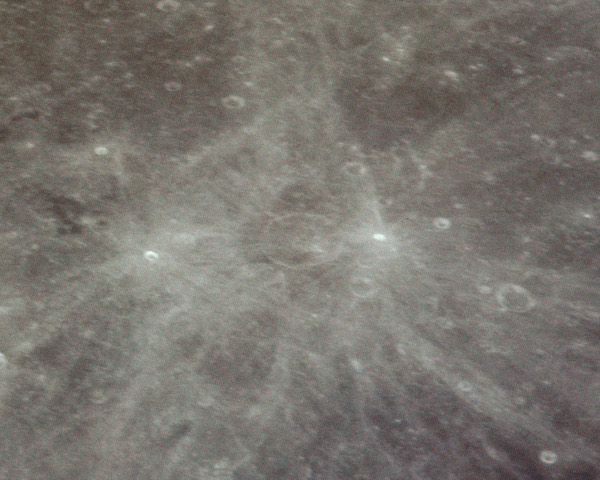
阿波罗13号拍摄斯蒂维纽斯环形山(中间)和二座带明亮射纹系统的小陨坑"斯蒂维纽斯 A"(右)和"弗内留斯 A"(左)。

该陨坑西北偏西毗邻雷亨巴赫环形山、东北偏北靠近斯内利厄斯环形山、更大的弗内留斯环形山则位于它的东南、西南坐落了里伊塔陨石坑。月球上最长的直谷-斯内利厄斯月谷横亘在它的北面。该陨坑中心月面坐标为32°29′S 54°08′E / 32.49°S 54.14°E，直径71.5公里，深度3.82公里。
斯蒂维纽斯环形山外观圆状，坑壁边缘清晰且稍显参差，除北侧略有磨损和塌陷外，几乎未受到撞击侵蚀。高耸陡峭的内壁明显分布着阶地状结构，环坡底显示有坍塌的痕迹。该陨坑坑壁高出周边地形1310米，内部容积约为5000公里3。碗状的坑底较为平坦，可能已被熔岩重塑，中心点偏东坐落了一道长形且略带弯曲、由含80-85%斜长石的辉长-苏长-橄长斜长岩(GNTA2)以及钙长辉长岩(AG)、辉长苏长岩(AGN)和斜长苏长岩(AN)等构成的巍峨山岭，该山岭的西侧崖顶高度达到2400米。此外，在坑底西北还布满一系列较小的山脊、丘陵及山丘。环形山西北偏西不远处坐落了一座拥有小型射纹系统和高反照率的卫星坑"斯蒂维纽斯 A"。
由于该陨坑地质龄较短，表面凹凸不平且布满碎岩，因此，其雷达反射亮度值达到70厘米。
斯蒂维纽斯环形山与卫星坑"斯蒂维纽斯 A"已被月球和行星观测协会(ALPO)列入《带有明亮射纹系统的撞击坑列表》。

## 卫星陨石坑
按惯例，最靠近斯蒂维纽斯环形山的卫星坑将在月图上以字母标注在它的中心点旁边。

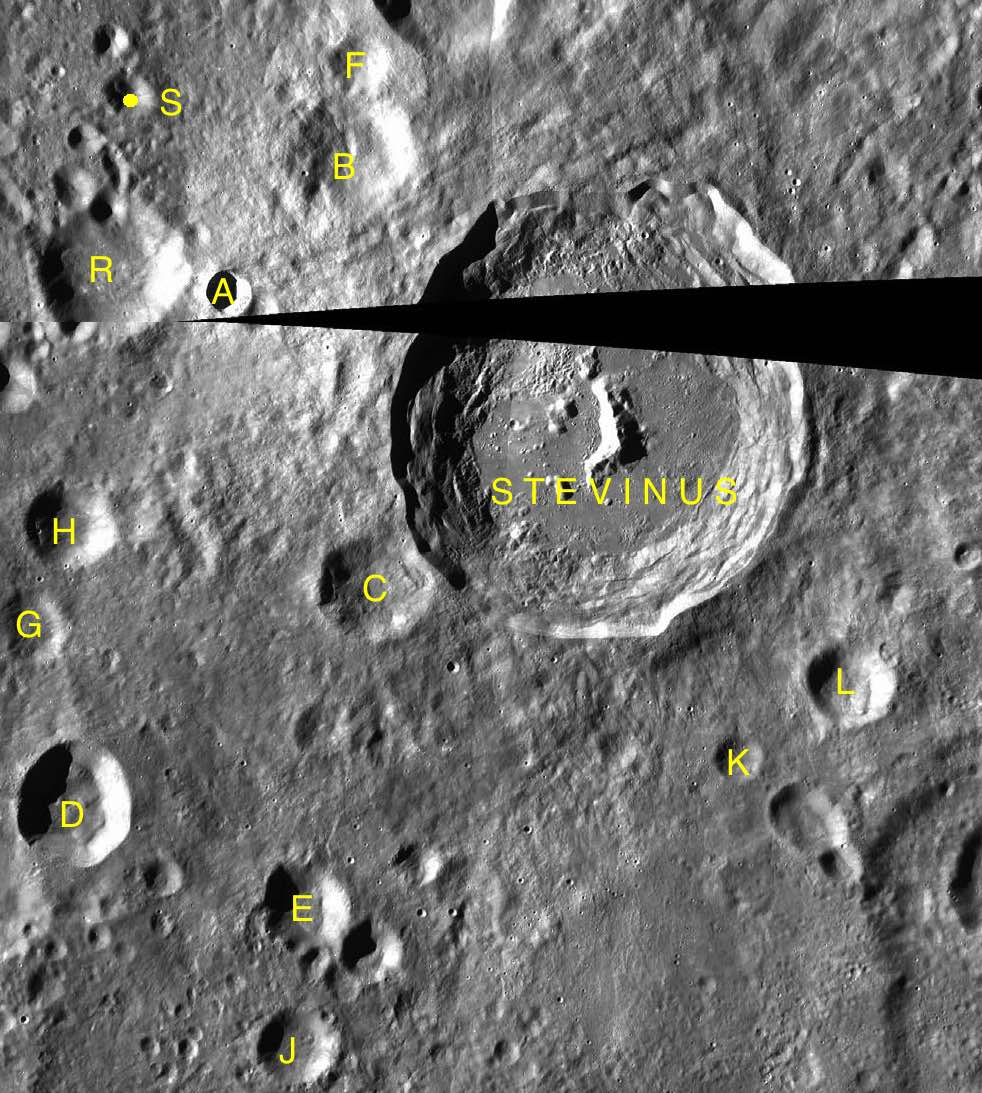
LAC-98和LAC-114拼接图

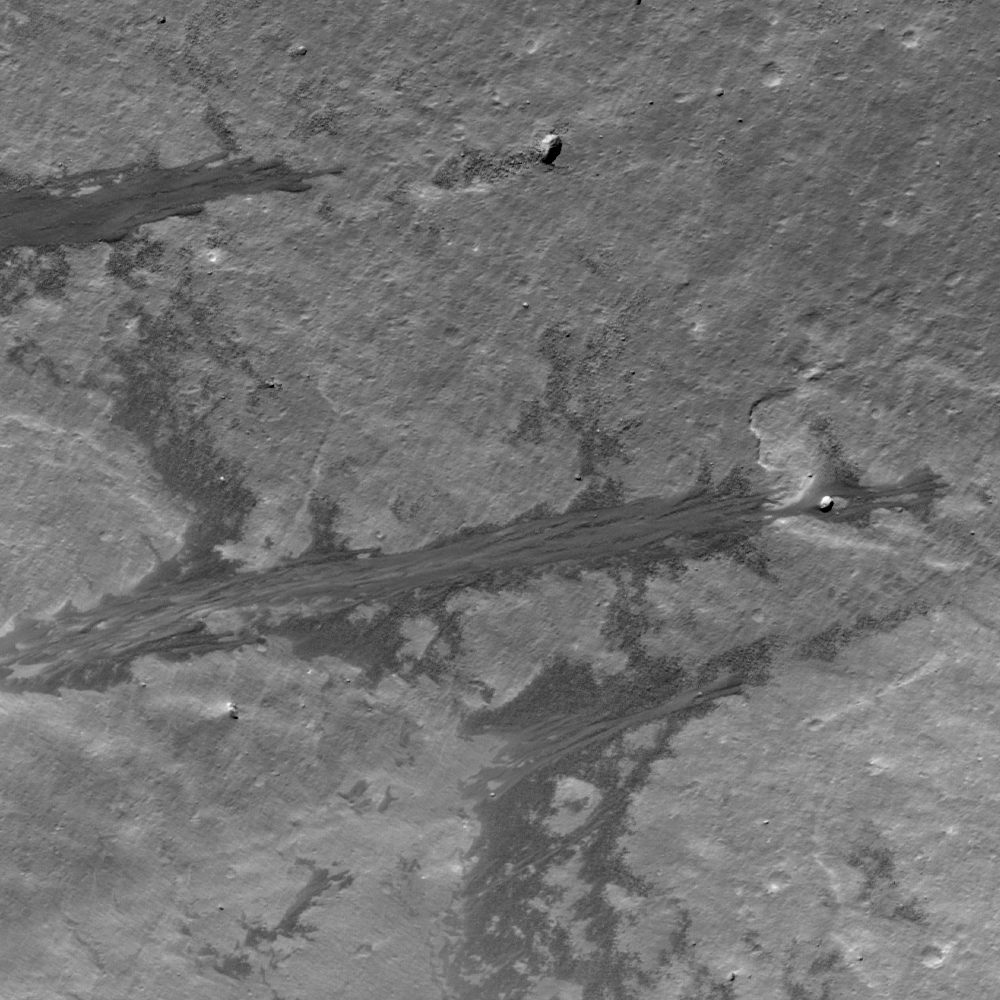
卫星坑"斯蒂维纽斯 A"西侧内壁上的碎屑流。月球勘测轨道飞行器拍摄，图像宽度约500米。

| 斯蒂维纽斯 | 纬度    | 经度    | 直径    |
| ---------- | ------- | ------- | ------- |
| A          | 31.8° S | 51.6° E | 8 公里  |
| B          | 31.1° S | 52.6° E | 20 公里 |
| C          | 33.4° S | 52.8° E | 19 公里 |
| D          | 34.8° S | 50.9° E | 22 公里 |
| E          | 35.3° S | 52.5° E | 16 公里 |
| F          | 30.6° S | 52.7° E | 10 公里 |
| G          | 33.7° S | 50.4° E | 13 公里 |
| H          | 33.2° S | 50.6° E | 15 公里 |
| J          | 36.1° S | 52.4° E | 13 公里 |
| K          | 34.3° S | 55.4° E | 8 公里  |
| L          | 33.8° S | 56.1° E | 14 公里 |
| R          | 31.6° S | 50.9° E | 26 公里 |
| S          | 30.7° S | 51.2° E | 7 公里  |

## 飞船着陆点
1993年4月10日，日本空间探测器飞天号坠落在距斯蒂维纽环形山东南约20公里，月面坐标 34°18′S 55°36′E / 34.3°S 55.6°E 处。

## 参引资料
1. ↑  The geologic history of the Moon, 1987, Wilhelms, Don E.; with sections by McCauley, John F.; Trask, Newell J. USGS Professional Paper: 1348.  Plate 11: Copernican System (online （页面存档备份，存于）)
2. 1 2  
Autostar Suite Astronomer Edition. CD-ROM. Meade, April 2006.
3. ↑   (PDF).   [2016-11-11]. （原始内容存档 (PDF)于2018-05-30）.
4. ↑  .   [2016-11-11]. （原始内容存档于2017-08-01）.
5. ↑  .   [2016-11-11]. （原始内容存档于2014-12-18）.
6. 1 2  Lunar Impact Crater Database
7. ↑  Stefanie Tompkins and Carle M. Pieters (1999) Mineralogy of the lunar crust: Results from Clementine Meteoritics & Planetary Science, vol. 34, pp. 25-41 .
8. ↑  Naosuke Sekiguchi, 1972. Catalogue of Central Peaks and Floor Objects of the Lunar Craters on the Visible Hemisphere. University of Tokyo Press and University Park Press.
9. ↑  List of craters with bright rays system of lunar and planetary astronomy Association(ALPO) 的存檔，存档日期2016-03-04.

- Wood, Chuck. . Lunar Photo of the Day. October 8, 2006  [2006-10-08]. （原始内容存档于2007年9月29日）.
- Wood, Chuck. . Lunar Photo of the Day. September 20, 2007  [2007-09-20]. （原始内容存档于2011年5月16日）.